# Integrală curbilinie

Un model "în mișcare".

În matematică, o integrală curbilinie este o integrală în care funcția de integrat este evaluată de-a lungul unei curbe. Se folosesc mai multe tipuri de integrale curbilinii. În cazul în care curba este închisă, integrala curbilinie se mai numește și integrală pe contur.
Funcția de integrat poate fi un câmp scalar sau un câmp vectorial. Valoarea integralei curbilinii este suma valorilor câmpului în toate punctele de pe curbă, ponderate de o funcție scalară pe curbă (de obicei lungimea arcului sau, pentru un câmp de vectori, produsul scalar al câmpului de vectori cu diferențiala unui vector). Această ponderare distinge integrala curbilinie de integralele mai simple definite pe intervale ale dreptei reale. Expresiile integrale ale unor mărimi fizice (de exemplu, cea pentru lucrul mecanic, {\displaystyle L={\vec {F}}\cdot {\vec {d}}}, circulația altor vectori) conțin integrale curbilinii ({\displaystyle W=\int _{C}{\vec {F}}\cdot d{\vec {s}}}). Integrala curbilinie poate exprima diferența de energie potențială a unui obiect într-un câmp de forțe conservative (câmp electric {\displaystyle C_{A}^{B}=\Delta U=q\int _{A}^{B}{\vec {E}}\cdot d{\vec {R}}={\frac {Qq_{0}}{4\pi \epsilon }}\int _{A}^{B}{\frac {{\vec {R}}\cdot d{\vec {R}}}{R^{3}}},} sau gravitațional), prin mărimea circulație pentru vectorii câmpurilor respective, mărime care este independentă de drum, adică depinzând doar de punctul inițial și cel final al intervalului curbiliniu.

## Analiza vectorială
În termeni cantitativi, o integrală curbilinie în analiza vectorială poate fi gândită ca o măsură a efectului cumulat al unui câmp de-a lungul unei curbe.

### Integrala curbilinie într-un câmp scalar
Pentru unele câmpuri scalare f : U ⊆ Rn {\displaystyle \to } R, integrala pe o curbă C ⊂ U este definită ca
{\displaystyle \int _{C}f\,ds=\int _{a}^{b}f(\mathbf {r} (t))|\mathbf {r} '(t)|\,dt.}
unde r: [a, b] {\displaystyle \to } C este o parametrizare bijectivă arbitrară a curbei C astfel încât r(a) și r(b) dau capetele lui C.
Funcția f se numește integrand, curba C este domeniul de integrare, iar simbolul ds poate fi interpretat euristic ca o lungime elementară de arc pentru curba respectivă. Integralele curbilinii pe câmpuri scalare nu depind de alegerea parametrizării r.

### Integrala curbilinie într-un câmp vectorial
Pentru un câmp vectorial F : U ⊆ Rn {\displaystyle \to } Rn, integrala pe o curbă C ⊂ U, în direcția lui r, se definește ca
{\displaystyle \int _{C}\mathbf {F} (\mathbf {r} )\cdot \,d\mathbf {r} =\int _{a}^{b}\mathbf {F} (\mathbf {r} (t))\cdot \mathbf {r} '(t)\,dt.}
unde r: [a, b] {\displaystyle \to } C este o parametrizare bijectivă a lui C astfel încât r(a) și r(b) dau capetele lui C. 
Integralele curbilinii pe câmpuri vectoriale nu depind de parametrizarea r în valoare absolută, dar depind de orientare. Anume, inversarea orientării parametrizării schimbă semnul integralei curbilinii.

### Independența de drum
Dacă un câmp vectorial F este gradientul unui câmp scalar G, adică,
{\displaystyle \nabla G=\mathbf {F} ,}
atunci derivata compunerii lui G și r(t) este
{\displaystyle {\frac {dG(\mathbf {r} (t))}{dt}}=\nabla G(\mathbf {r} (t))\cdot \mathbf {r} '(t)=\mathbf {F} (\mathbf {r} (t))\cdot \mathbf {r} '(t)}
care este chiar integrandul integralei curbilinii a lui F pe r(t). Rezultă că, dacă se dă o cale C , atunci
{\displaystyle \int _{C}\mathbf {F} (\mathbf {r} )\cdot \,d\mathbf {r} =\int _{a}^{b}\mathbf {F} (\mathbf {r} (t))\cdot \mathbf {r} '(t)\,dt=\int _{a}^{b}{\frac {dG(\mathbf {r} (t))}{dt}}\,dt=G(\mathbf {r} (b))-G(\mathbf {r} (a)).}
Cu alte cuvinte, integrala lui F peste C depinde doar de valorile lui G în punctele r(b) și r(a) și deci nu depinde de calea dintre acestea.
Din acest motiv, o integrală curbilinie pe un câmp real care este gradientul unui câmp scalar se numește independentă de drum.

### Aplicații
Integrala curbilinie are multe utilizări în fizică. De exemplu, lucrul mecanic efectuat de o particulă care se deplasează de-a lungul unei curbe C într-un câmp de forțe reprezentat sub formă de câmp vectorial F este integrala curbilinie a lui F pe C.

### Relația cu integrala curbilinie din analiza complexă
Văzând numerele complexe ca vectori bidimensionali, integrala curbilinie în 2D a unui câmp de vectori corespunde cu partea reală a integralei curbilinii a conjugatei funcției complexe cu variabile complexe corespunzătoare.
Datorită ecuațiilor Cauchy-Riemann, rotorul câmpului de vectori corespunzător conjugatei unei funcții olomorfe este zero. Conform teoremei lui Stokes, ambele tipuri de integrală curbilinie sunt astfel zero.

## Integrala curbilinie în analiza complexă
Integrala curbilinie este o unealtă fundamentală în analiza complexă. Presupunând că U este o submulțime deschisă a lui C, {\displaystyle \gamma } : [a, b] {\displaystyle \to } U este o curbă iar f : U {\displaystyle \to } C este o funcție. Atunci integrala curbilinie
{\displaystyle \int _{\gamma }f(z)\,dz}
poate fi definită prin subdivizarea intervalului [a, b] în a = t0 < t1 < ... < tn = b și considerând expresia
{\displaystyle \sum _{1\leq k\leq n}f(\gamma (t_{k}))(\gamma (t_{k})-\gamma (t_{k-1})).}
Atunci integrala este limita acestei sume, când lungimile intervalelor diviziunii se apropie de zero.
Dacă {\displaystyle \gamma } este o curbă continuă și derivabilă, integrala curbilinie poate fi evaluată ca integrală a unei funcții cu o singură variabilă:
{\displaystyle \int _{\gamma }f(z)\,dz=\int _{a}^{b}f(\gamma (t))\,\gamma \,'(t)\,dt.}
Când {\displaystyle \gamma } este curbă închisă, adică punctul său final și cel inițial coincid, notația
{\displaystyle \oint _{\gamma }f(z)\,dz}
se folosește pentru integrala curbilinie a lui f pe curba {\displaystyle \gamma }.
Integralele curbilinii ale funcțiilor complexe pot fi evaluate folosind mai multe tehnici: integrala poate fi descompusă în partea reală și partea imaginară reducând problema la evaluarea a două integrale curbilinii cu valori reale; în alte cazuri se poate folosi formula lui Cauchy. Dacă integrala curbilinie este o curbă închisă într-o regiune în care funcția este analitică și nu conține singularități, atunci valoarea integralei este zero, aceasta fiind o consecință a teoremei integrale a lui Cauchy. Teorema reziduurilor face posibilă folosirea integralelor pe contur în planul complex pentru a găsi integralele cu valori reale ale funcțiilor cu valori reale de variabilă reală.

### Exemplu
Fie funcția f(z)=1/z, și fie conturul C cercul unitate centrat în 0, ce poate fi parametrizat de eit, cu t în {\displaystyle [0,2\pi ]}. Substituind, rezultă
{\displaystyle \oint _{C}f(z)\,dz=\int _{0}^{2\pi }{1 \over e^{it}}ie^{it}\,dt=i\int _{0}^{2\pi }e^{-it}e^{it}\,dt}
{\displaystyle =i\int _{0}^{2\pi }\,dt=i(2\pi -0)=2\pi i}
unde se folosește faptul că orice număr complex z poate fi scris sub forma {\displaystyle re^{it}} unde r este modulul lui z. Pe cercul unitate, aceasta este constant 1, deci singura variabilă rămasă este unghiul, notat cu t.
Acest răspuns poate fi verificat și cu ajutorul formulei integrale a lui Cauchy.